# BPST瞬子
BPST瞬子是一种卷绕数为1的瞬子，由亚历山大·别拉温、亚历山大·波利亚科夫、阿尔贝特·施瓦茨、尤·特尤普金发现。
它是基于SU(2)群的杨-米尔斯理论在欧几里得空间-时间（例如经过了威克转动之后）的经典解法。这表示它描述了两种真空之间的转换。人们原本期望它能为解决界限问题开辟道路，尤其是波利亚科夫1987年证明瞬子是三维紧凑型QED的限制的原因之后。不过，这种期望没能实现。